# Nepal op de Olympische Zomerspelen 2020
Nepal nam deel aan de Olympische Zomerspelen 2020 in Tokio, Japan.

## Aantal atleten
| Sport       | Mannen | Vrouwen | Totaal |
| ----------- | ------ | ------- | ------ |
| Atletiek    | 0      | 1       | 1      |
| Judo        | 0      | 1       | 1      |
| Schietsport | 0      | 1       | 1      |
| Zwemmen     | 1      | 1       | 2      |
| totaal      | 1      | 4       | 5      |

## Deelnemers en resultaten

### Atletiek
Vrouwen
Loopnummers
| atlete             | onderdeel | series | series | kwartfinale    | kwartfinale    | halve finale   | halve finale   | finale         | finale         |
| atlete             | onderdeel | tijd   | rang   | tijd           | tijd           | rang           | tijd           | rang           |                |
| ------------------ | --------- | ------ | ------ | -------------- | -------------- | -------------- | -------------- | -------------- | -------------- |
| Sarswati Chaudhary | 100 m     | 12,91  | 8      | niet geplaatst | niet geplaatst | niet geplaatst | niet geplaatst | niet geplaatst | niet geplaatst |

### Judo
Vrouwen
| atlete        | onderdeel | eerste ronde         | tweede ronde         | derde ronde          | kwartfinale          | halve finale         | herkansing           | finale / BM          | finale / BM    |
| atlete        | onderdeel | tegenstander uitslag | tegenstander uitslag | tegenstander uitslag | tegenstander uitslag | tegenstander uitslag | tegenstander uitslag | tegenstander uitslag | rang           |
| ------------- | --------- | -------------------- | -------------------- | -------------------- | -------------------- | -------------------- | -------------------- | -------------------- | -------------- |
| Soniya Bhatta | −48 kg    | n.v.t.               | Dolgova              | niet geplaatst       | niet geplaatst       | niet geplaatst       | niet geplaatst       | niet geplaatst       | niet geplaatst |

### Schietsport
Vrouwen
| atlete          | onderdeel        | kwalificaties | kwalificaties | finale         | finale         |
| atlete          | onderdeel        | punten        | rang          | punten         | rang           |
| --------------- | ---------------- | ------------- | ------------- | -------------- | -------------- |
| Kalpana Pariyar | 10 m luchtgeweer | 616,8         | 46            | niet geplaatst | niet geplaatst |

### Zwemmen
Mannen
| atleet         | onderdeel        | series | series | halve finale   | halve finale   | finale         | finale         |
| atleet         | onderdeel        | tijd   | rang   | tijd           | rang           | tijd           | rang           |
| -------------- | ---------------- | ------ | ------ | -------------- | -------------- | -------------- | -------------- |
| Alexander Shah | 100 m vrije slag | 53,41  | 59     | niet geplaatst | niet geplaatst | niet geplaatst | niet geplaatst |

Vrouwen
| atlete        | onderdeel        | series  | series | halve finale   | halve finale   | finale         | finale         |
| atlete        | onderdeel        | tijd    | rang   | tijd           | rang           | tijd           | rang           |
| ------------- | ---------------- | ------- | ------ | -------------- | -------------- | -------------- | -------------- |
| Gaurika Singh | 100 m vrije slag | 1.00,11 | 50     | niet geplaatst | niet geplaatst | niet geplaatst | niet geplaatst |